# Флюксметр
Флюксметр — це переносний магнітоелектричний прилад з дуже малим моментом протидії, розрахований на вимірювання величини магнітного потоку з використанням вимірювальної котушки, приєднаної до його затискачів. Вимірювальна котушка повинна насаджуватись та зніматись вільно на ту частину магніту чи електромагніту, через яку проходить магнітний потік, величину якого бажано виміряти. Котушка повинна мати відносно невеликий електричний опір — не більше 5…10 Ом.